# Rajongemeinde Mažeikiai
Die Rajongemeinde Mažeikiai ist eine  Rajongemeinde im Nordwesten Litauens, im Bezirk Telšiai. 2021 lebten 56.392 Einwohner.

## Orte
- 3 Städte:
  - Mažeikiai – 42.675
  - Seda – 1309
  - Viekšniai – 2270

- 5 Städtchen (miesteliai):
  - Laižuva – 560
  - Leckava
  - Pikeliai
  - Tirkšliai – 1626
  - Židikai

- 191 Dörfer, darunter:
  - Kalnėnai – 868
  - Krakiai – 642
  - Balėnos – 615
  - Žemalė – 586
  - Palnosai – 555

## Amtsbezirke

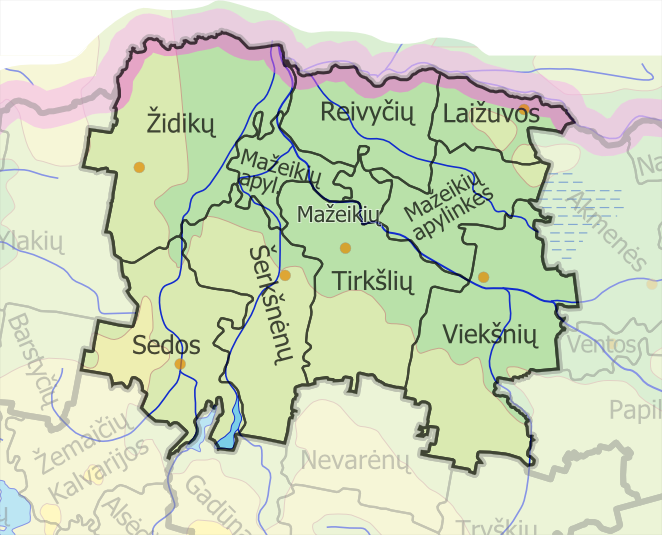
Amtsbezirke der Rajongemeinde Mažeikiai

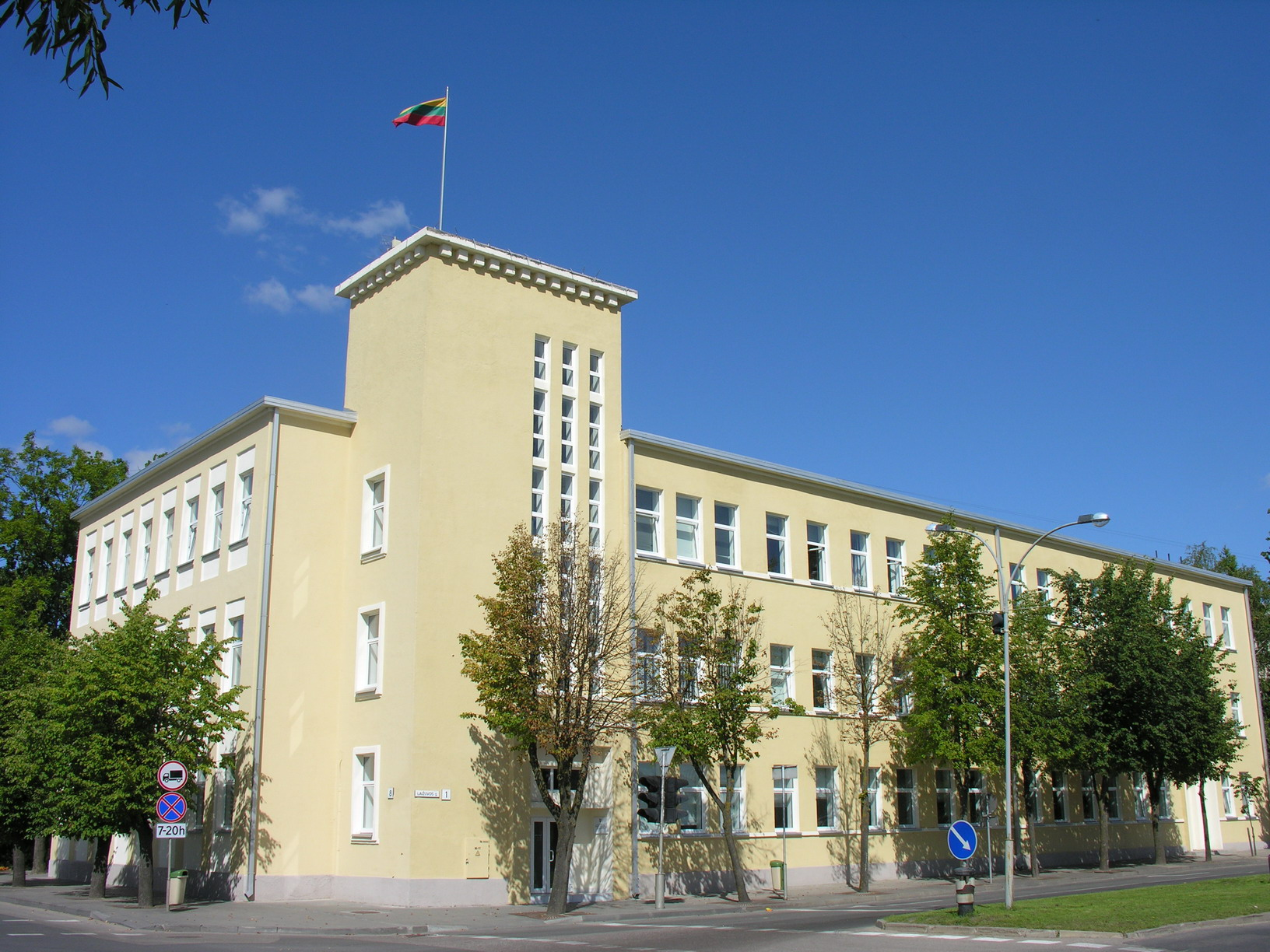
Rathaus in Mažeikiai

- Laižuva
- Mažeikiai Stadt
- Mažeikiai Umland
- Reivyčiai (Sitz in Mažeikiai)
- Seda
- Šerkšnėnai
- Tirkšliai
- Viekšniai
- Židikai

## Bürgermeister
- 1995: Sigitas Kaktys (* 1956)
- 1996: Jonas Mažeikis
- 1997: Bronius Kryžius (* 1960)
- 2000: Vidmantas Macevičius (* 1956)
- 2003: Vilhelmas Džiugelis
- 2007: Vilhelmas Džiugelis
- Seit 2011: Antanas Tenys (* 1955), LSDP